# Liste des épisodes de Stargate Universe
Voici la liste des 40 épisodes de la série télévisée américaine Stargate Universe , aussi connue sous le titre de La Porte de l’univers au Québec.

## Première saison (2009–2010)[1]
1. Air, 1re partie (Air, Part 1)
2. Air, 2e partie (Air, Part 2)
3. Air, 3e partie (Air, Part 3)
4. Ombre et lumière, 1re partie (Darkness, Part 1)
5. Ombre et lumière, 2e partie (Light, Part 2)
6. Eau (Water)
7. Terre (Earth)
8. Les Naufragés du temps (Time)
9. Un nouvel espoir (Life)
10. Soupçons (Justice)
11. Premier contact (Space)
12. Mutinerie (Divided)
13. Éden (Faith)
14. Regrets éternels (Human)
15. Seuls au monde (Lost)
16. À la dérive (Sabotage)
17. La Somme de toutes les peurs (Pain)
18. Ennemi intérieur (Subversion)
19. L’Assaut, 1re partie (Incursion, Part 1)
20. L’Assaut, 2e partie (Incursion, Part 2)

## Deuxième saison (2010-2011)[2]
1. Main mise (Intervention, Part 3)
2. Retombées (Aftermath)
3. Miroir (Awakenings)
4. Influence (Pathogen)
5. Cloverdale (Cloverdale)
6. À bout (Trial and Error)
7. Pour le bien de tous (The Greater Good)
8. Sans pitié (Malice)
9. Retour d'Éden (Visitation)
10. Confrontation, 1re partie (Resurgence, Part 1)
11. Confrontation, 2e partie (Deliverance, Part 2)
12. Rush² (Twin Destinies)
13. De part et d'autre (Alliances)
14. D'un corps à l'autre (Hope)
15. Passage en force (Seizure)
16. La Peur en face (The Hunt)
17. Les Enfants du Destinée (Common Descent)
18. Novus (Epilogue)
19. Les Ailes d'Icare (Blockade)
20. Une famille (Gauntlet)

## Webisodes (2009-2011)

### Kino épisodes
La production de Stargate Universe a produit 34 webisodes dont le concept tourne autour du kino, un appareil ancien servant de MALP et capable de prendre des vidéos de l'équipage du Destinée.
Les 30 premiers épisodes sont diffusés sur le site officiel de Stargate Universe, tournés dans un style documentaire fictif, ils sont salués par la critique de Jason J. Hughes (du site CinemaBlend) « un excellent ajout à la série, car ils nous donnent plus d’informations sur les personnages qu’un épisode basé sur l’intrigue ne pourrait le faire. ». Les quatre derniers webisodes ont été réservés aux DVD Stargate Universe 1.0, montrant la première moitié de la première saison de Stargate Universe.
| No | Titre original             | Scénario                       | Réalisation      | Date de mise en ligne | N° DVD | Résumé |
| -- | -------------------------- | ------------------------------ | ---------------- | --------------------- | ------ | --- |
| 1  | Get outta here             | Brad Wright                    | Peter DeLuise    | 22 octobre 2009       | 1      | Eli espionne le colonel Young avec un kino. |
| 2  | Not the com lab            | Brad Wright                    | Peter DeLuise    | 23 octobre 2009       | 1      | Eli est perdu et cherche la salle de contrôle. |
| 3  | No idea                    | Brad Wright                    | Peter DeLuise    | 22 octobre 2009       | 1      | Eli explore le vaisseau et ignore dans quelle pièce il se situe. |
| 4  | The Stargate room          | Brad Wright                    | Peter DeLuise    | 22 octobre 2009       | 1      | Eli montre la salle de la Porte des Étoiles. |
| 5  | Eli's Room                 | Brad Wright                    | Peter DeLuise    | 22 octobre 2009       | 1      | Eli montre sa chambre. |
| 6  | Don't encourage him        | Brad Wright                    | Peter DeLuise    | 23 octobre 2009       | 2      | Eli parle du kino à Scott, T.J, et à Greer. Greer interdit à Eli d'utiliser le kino pour épier les femmes, en réaction à la tentative avortée du lieutenant James dans l'épisode Ombre et Lumière, première partie (Darkness). |
| 7  | Corridor conversation      | Brad Wright                    | Peter DeLuise    | 26 octobre 2009       | 2      | Eli épie Chloe et Scott. |
| 8  | Marked hatch               | Brad Wright                    | Peter DeLuise    | 26 octobre 2009       | 1      | Eli parle d'une des trappes qui scelle un compartiment endommagé. |
| 9  | Not supposed to be in here | Brad Wright                    | Peter DeLuise    | 26 octobre 2009       | 1      | Eli montre une des navettes. |
| 10 | Nobody cares               | Brad Wright                    | Peter DeLuise    | 26 octobre 2009       | 2      | Eli interviewe Chloe. |
| 11 | Kino race                  | Carl Binder                    | William Waring   | 2 novembre 2009       | 2      | Riley et Eli organise une course de kinos dans les couloirs. |
| 12 | Covered Kino               | Carl Binder                    | William Waring   | 2 novembre 2009       | 2      | Le lieutenant James recouvre avec son T-shirt un kino l'espionnant dans la salle des douches. |
| 13 | Variety                    | Carl Binder                    | William Waring   | 2 novembre 2009       | 2      | Le cuistot observe une scientifique (qui travaille sur les impuretés de l'eau de la planète des glaces). L'objectif en cuisine est d'obtenir de délicieux arômes (comme le parfum de la banane) pour varier le goût des plats servis. Soudain, une secousse du vaisseau les interrompt et ils partent en rechercher l'origine. |
| 14 | You okay ?                 | Martin Gero                    | Ernest Dickerson | 10 novembre 2009      | 2      | Le lieutenant Scott essaie de soulager Chloe après la récente tentative, soldée par un échec, de composer les coordonnées de la Terre dans Earth. |
| 15 | Do I look stupid ?         | Martin Gero                    | Ernest Dickerson | 10 novembre 2009      | 2      | Le Lieutenant Scott et le Dr Volker aident Brody et le sergent Riley qui mettent les combinaisons spatiales, et ainsi ils peuvent commencer à réparer les systèmes endommagés. Brody, gêné par la façon dont le costume est fait, ne parvient pas à garder son équilibre. Riley se rend compte qu'il doit aller aux toilettes et Volker saisit l'occasion de le taquiner.                                                                 |
| 16 | All Telford's fault        | Martin Gero                    | Ernest Dickerson | 10 novembre 2009      | 2      | Le Dr Park essaye de soulager Brody après l'accident du sergent Riley dans Earth. Brody blâme Telford de mettre Riley en danger et décide d'aider le Dr Rush à la place. Ceci mène alors à un arrangement pour se débarrasser de Telford à la fin de l'épisode. |
| 17 | What's that light ?        | Robert C. Cooper               | Robert C. Cooper | 14 novembre 2009      | —      | Brody et Park ont modifié l’interface de communication entre les radios et l'intercom du Destinée, mais ils ont pu entendre entre des canaux publics et privés, les menant à entendre des informations qui n’auraient pas dû être public. |
| 18 | New kind of crazy          | Robert C. Cooper               | Robert C. Cooper | 19 novembre 2009      | —      | Après la fin de Time, Eli et Scott détaillent comment ils ont trouvé les deux kinos qui ont été renvoyés dans le temps, dans deux chronologies alternatives. Avec cette connaissance, T.J. développe un traitement contre la maladie dont tous sont atteints. Eli et Scott transmettent par relais leurs remerciements au Scott alternatif, qui a sacrifié sa vie, et Eli souhaite que pour une fois ils ne voient plus leur propre mort. |
| 19 | Only run when chased       | Robert C. Cooper               | Robert C. Cooper | 19 novembre 2009      | —      | Eli, Park, Volker, et Brody regardent un épisode de la série South Park, quand Scott entre pour leur assigner leurs obligations quotidiennes d'exercice : courir un peu plus de 3 km en moins de 21 minutes. Eli prétend que cela est impossible, et parie avec Scott une barre de protéine qu'il ne peut pas le faire. Quand Scott se mit à courir pour prouver le contraire, tous se remettent à regarder un épisode de South Park.     |
| 20 | Want me mo bust him up ?   | Carl Binder                    | Alex Chapple     | 25 novembre 2009      | —      | Greer trouve le Dr Park en train de pleurer et essaie de la soulager. |
| 21 | The Apple Core             | Alan McCullough                | William Waring   | 9 décembre 2009       | 1      | Eli montre la salle d'interface de commande, qu'il a surnommée l' « Apple Core ». Brody s'oppose au nom, mais ses camarades scientifiques vont tout simplement l’appeler avec le surnom d’Eli pour le taquiner. |
| 22 | Not just for posterity     | Alan McCullough                | William Waring   | 9 décembre 2009       | 3      | Le Dr Park enregistre un journal pour sa famille et ses amis, mais oublie comment utiliser le bouton pause. |
| 23 | We volunteer to do this    | Denis McGrath                  | William Waring   | 16 avril 2010         | 4      | Eli interview le soldat Kelly, pendant que sa conscience utilise le corps de Chloe Armstrong à l'aide des pierres de communication. |
| 24 | Wait for it                | Jeff Vlaming                   | Robert C. Cooper | 23 avril 2010         | 4      | Le Dr Brody tente de prendre sa revanche sur le sergent Riley en lui jouant un mauvais tour. |
| 25 | Drop the sirs              | Barbara Marshall               | Peter DeLuise    | 17 mai 2010           | 5      | Scott dit à Greer d'être un peu moins formel de temps en temps puis se parlent un peu. |
| 26 | Like A Hug                 | Barbara Marshall               | Peter DeLuise    | 19 mai 2010           | 5      | Tamara Johansen et le Dr Park discutent à propos de la relation entre Rush et le Dr Perry. |
| 27 | Chloe's room               | Joseph Mallozzi et Paul Mullie | Andy Mikita      | 8 août 2010           | 1      | Eli fait un tour dans le vaisseau et va dans la chambre de Chloe. |
| 28 | Disgusting habit           | Joseph Mallozzi et Paul Mullie | Andy Mikita      | 8 août 2010           | 2      | Adam Brody partage une cigarette en secret avec le sergent Spencer. |
| 29 | Favorite meal of all time  | Joseph Mallozzi et Paul Mullie | Andy Mikita      | 8 août 2010           | 3      | Eli demande à tout le monde quel est leur repas préféré. |
| 30 | Not being there            | Joseph Mallozzi et Paul Mullie | Andy Mikita      | 8 août 2010           | 3      | Hunter Riley enregistre son journal de bord. |
| 31 | One long endless night     |                                |                  | 27 janvier 2011       | 3      | Mettant en scène successivement les personnages de Vanessa James et Camille Wray. |
| 32 | Horrible Accident          |                                |                  | 28 janvier 2011       | 3      | Riley prend des nouvelles d'Eli qui est blessé et à l'infirmerie. |
| 33 | Painful Moments            |                                |                  | 31 janvier 2011       | 5      | Met en scène les personnages d’Eli Wallace, du Sergent Riley et des Dr Brody, Park et Morisson. |
| 34 | All the Stages             |                                |                  | 1er février 2011      | 6      | Met en scène le personnage de Vanessa James qui nous parle de son expérience à bord du Destiny. |

### Vidéos de Daniel Jackson
Ces vidéos ont été tournées pour Air, l'épisode pilote de la série qui est issu d'un scénario de Andy Mikita et réalisé par Robert C. Cooper et Brad Wright). L'acteur Michael Shanks des précédentes séries, reprend son rôle sous la forme d'un caméo du Dr Daniel Jackson qui donne plusieurs explications en vidéo sur les découvertes du programme Porte des étoiles. N'ayant pas toutes été incluses au montage final, elles sont rendus disponibles sur le site officiel de Stargate Universe.
| No | Thème             | Date de mise en ligne | Résumé                                                             |
| -- | ----------------- | --------------------- | ------------------------------------------------------------------ |
| 1  | Porte des étoiles | 8 octobre 2009        | Daniel Jackson explique le fonctionnement de la Porte des étoiles. |
| 2  | Hyperespace       | 9 octobre 2009        | Daniel Jackson définit l'hyperespace.                              |
| 3  | Anciens           | 12 octobre 2009       | Daniel Jackson présente les Anciens.                               |
| 4  | Ascension         | 13 octobre 2009       | Daniel Jackson définit l'Ascension.                                |
| 5  | Alliance luxienne | 14 octobre 2009       | Daniel Jackson présente l'Alliance luxienne.                       |
| 6  | Goa'uld           | 15 octobre 2009       | Daniel Jackson présente les Goa'ulds                               |